# Böhmit
Böhmit är en aluminiumoxidhydroxid-mineral (γ-AlO(OH)) som är uppkallad efter den tyske naturvetaren Johann Böhm. Mineralet återfinns i bauxit som man även utvinner aluminium från. Den är dimorf med diaspor. Den kristalliserar i det ortorhombiska dipyramidsystemet och förekommer vanligtvis massiv. Den är vit med nyanser av gult, grönt, brunt eller rött på grund av orenheter. Den har en glasaktig till pärlaktig glans, en Mohs-hårdhet på 3 till 3,5 och en specifik vikt på 3,00 till 3,07. Den är färglös i tunn sektion, optiskt biaxiell positiv med brytningsindex på nα = 1,644 – 1,648, nβ = 1,654 – 1,657 och nγ = 1,661 – 1,668.

## Historik
Böhmit beskrevs första gången av J. de Lapparent 1927 som en förekomst i bauxiter i Mas Rouge, Les Baux-de-Provence, Frankrike, och uppkallades efter den böhmisk-tyske kemisten Johann Böhm (1895–1952) som genomförde röntgenstudier av aluminiumoxidhydroxider 1925 (och inte efter den tyske geologen Johannes Böhm (1857–1938) som ofta nämnts).

## Förekomst och användning
Böhmit förekommer i tropiska lateriter och bauxiter utvecklade på berggrund av aluminiumsilikat. Den förekommer också som en hydrotermisk förändringsprodukt av korund och nefelin. Den förekommer med kaolinit, gibbsit och diasporer i bauxitavlagringar, och med nefelin, gibbsit, diaspore, natrolit och analcim i nefelinpegmatiter. Industriellt används det som en billig flamskyddstillsats för brandsäkra polymerer.